# Piccolo Zab
Il Piccolo Zab (in curdo Zêyê Biçûk o Zêyê Koyê; in arabo الزاب الاسفل, az-Zāb al-Asfal; in persiano زاب کوچک, Zâb-e Kuchak; in siriaco ܙܒܐ ܬܚܬܝܐ, Zawa takhtaya; in greco Κάπρος, Kapros; in latino Caprus), noto anche come Zab inferiore, nasce nell'Iran nord-occidentale a un'altitudine di circa 3000 metri e, attraversato il Kurdistan iracheno, dopo circa 456 chilometri confluisce nel Tigri a nord di Baiji.
Nel 1947, Dorothy Garrod dell'Università di Cambridge portò alla luce significative tracce umane neolitiche risalenti al 10.000 a.C. circa a Zarzi, nella valle superiore del fiume, circa 100 chilometri a sud-est di Erbil. Anche Braidwood dell'Istituto orientale dell'Università di Chicago, nel 1951, rinvenne dei resti neolitici risalenti al 6000 a.C. Nella valle del fiume si trovano anche le rovine di Shimurru, città sumera del 3000 a.C. circa.
Nella parte irachena il corso del Piccolo Zab è sbarrato da due dighe, la diga di Dukan (inaugurata nel 1959) e la diga di Dibis (inaugurata nel 1965). Anche l'Iran sta progettando la costruzione di alcune dighe per generare energia elettrica.